# Ilse Pluimers
Ilse Pluimers (Wierden, 29 april 2002) is een Nederlands wielrenster. Haar broer Rick is eveneens professioneel wielrenner.

## Carrière
In 2019 eindigde Pluimers als tweede in de wegwedstrijd van het Nederlands kampioenschap wielrennen bij de junioren. Eveneens in 2019 werd ze Europees kampioen op de weg bij de junioren. In 2020 eindigde ze als tweede in de tijdrit van het Nederlands kampioenschap bij de junioren. Voor het seizoen van 2021 ging ze rijden bij de destijds Nederlandse ploeg NXTG Racing. 
In 2023 won ze de tijdrit van de Omloop van Borsele. Eind september werd ze Europees kampioen in de wegwedstrijd bij de beloften.

## Overwinningen
2019
 Europees kampioene op de weg, junioren
2023
Omloop van Borsele, tijdrit
 Europees kampioene op de weg, beloften

## Resultaten in voornaamste wedstrijden
| Jaar | Ronde van Italië | Ronde van Frankrijk | Ronde van Spanje |
| ---- | ---------------- | ------------------- | ---------------- |
| 2021 |                  |                     |                  |
| 2022 |                  | 93e                 |                  |
| 2023 | 70e              |                     |                  |
| 2024 |                  | opgave              |                  |
| 2025 |                  | 111e                |                  |

| Jaar | Gent-Wevelgem | Ronde van Vlaanderen | Parijs-Roubaix | Amstel Gold Race | Omloop Het Nieuwsblad | Le Samyn | Ronde van Drenthe |
| ---- | ------------- | -------------------- | -------------- | ---------------- | --------------------- | -------- | ----------------- |
| 2021 |               |                      | buit.tijd      | opgave           | opgave                |          | 45e               |
| 2022 | 58e           | 74e                  | 23e            | 78e              | 105e                  |          | 52e               |
| 2023 |               |                      |                |                  | 53e                   | 28e      | opgave            |
| 2024 | 70e           | 71e                  | 41e            |                  | 23e                   | 23e      | 15e               |
| 2025 | 89e           | 74e                  | 85e            |                  | 9e                    | 28e      |                   |

## Ploegen
- 2021 –  NXTG Racing
- 2022 –  NXTG by Esperza
- 2023 –  AG Insurance-Soudal Quick-Step
- 2024 –  AG Insurance-Soudal Team
- 2025 –  AG Insurance-Soudal Team

Benito · Boogaard · Borgström · Ghekiere · Goossens · Henttala · Kasper · Knaven · Louw · Masetti · Meertens · Moolman-Pasio · Pluimers · Rijnbeek · Steigenga · Wollaston
Benito · Bentveld (vanaf 24/4-tot 13/9) · Boogaard · Borgström · De Schepper (vanaf 14/6) · Ghekiere · Gigante · Goossens · Le Court · Louw · Masetti · Moolman-Pasio · Pluimers · Rijnbeek · Steigenga · Van de Velde · Wollaston
Bastiaenssen · Benito · Bentveld · Borgström · Bossuyt (vanaf 14/6) · Castrique · De Schepper · Ghekiere · Gigante · Goossens · Le Court · Louw · Manly · Masetti · Moolman-Pasio · Pluimers · Steigenga · Van de Velde · Verhulst-Wild · Žigart